# Chartered Financial Analyst
Chartered Financial Analyst (CFA) is een van oorsprong Amerikaanse certificering voor financieel analisten. De opleiding wordt internationaal aangeboden door het CFA Institute in Charlottesville. De opleiding is voornamelijk zelfstudie en bestaat uit drie verschillende 'levels' voordat men de opleiding afgerond heeft. Na afronding van de opleiding kan men de titel CFA voeren. Wereldwijd hebben 167.000 mensen de CFA titel (per 2019).
Vanaf 2021 worden de examens afgelegd middels een computer. Daarvoor werden de examens afgelegd met pen en papier, en wereldwijd op 193 locaties afgenomen op dezelfde dag. De eerste examens werden in 1963 afgenomen in de Verenigde Staten.

## CFA Society
In alle landen bestaat er een vereniging die de opleiding ondersteunt. Studenten krijgen steun met cursussen en trainingen, afgestudeerden krijgen een aanbod van continue educatie. Daarnaast is lidmaatschap van het CFA Institute verplicht om de CFA-titel te mogen blijven voeren. In Nederland is deze vereniging in 2018 gefuseerd met VBA tot CFA Society VBA Netherlands.